# ATAF Gestioni
ATAF Gestioni S.r.l. è un'azienda italiana, controllata da Busitalia - Sita Nord, CAP e Autoguidovie, che fino al 2021 ha gestito la rete autobus di Firenze e della circostante area metropolitana, anche attraverso la società consortile ATAF&Li-nea.

## Storia
ATAF Gestioni nacque nel 2012 su iniziativa del comune di Firenze scorporando da ATAF il ramo operativo del servizio di trasporto pubblico. A seguito di una gara indetta dall'ente comunale le azioni dell'azienda sono passate ad un'associazione temporanea di imprese composta da: Busitalia - Sita Nord (70%), parte del gruppo Ferrovie dello Stato Italiane, CAP (25%) e Autoguidovie (5%).

## Dati societari

### Struttura societaria
ATAF Gestioni è una società a responsabilità limitata soggetta alla direzione e al coordinamento di Ferrovie dello Stato Italiane, che attraverso la controllata Busitalia - Sita Nord, detiene il 70% della gestione; soci di minoranza sono rispettivamente CAP (25,000%) e Autoguidovie (5,000%). Il modello di governo d'impresa è di tipo dualistico e si compone di un consiglio di amministrazione o amministratore unico e di un collegio sindacale, nominato dall'assemblea dei soci e composto da tre sindaci.
La società dispone delle seguenti partecipazioni:
- Firenze City Sightseeing S.r.l. (60,000%), società partecipata anche da City Sightseeing Italy (15,000%) e Florentia Bus (25,000%) e avente come oggetto sociale la gestione di servizio di trasporto pubblico attraverso l'utilizzo di autobus, minibus, taxi e in generale vetture da noleggio con o senza conducente;
- ATAF&Li-nea S.c.a.r.l. (77,880%), consorzio partecipato insieme a Li-nea (22,220%) per la gestione di alcune autolinee;
- I-Mago S.p.A. (58,000%), società controllata insieme a IGP Decaux (42,000%)[2] avente come oggetto sociale la gestione della pubblicità negli spazi relativi alle infrastrutture del trasporto pubblico locale.

## Controversie
Nell'ambito di una gara per l'assegnazione del servizio di trasporto pubblico locale in Toscana ATAF Gestioni, insieme agli altri gestori uscenti del servizio, è risultata indagata per tentata interruzione di un servizio pubblico riguardo al mancato trasferimento dei beni strumentali allo svolgimento del servizio di TPL al soggetto aggiudicatario della gara bandita dalla Regione Toscana.
Nel 2020 insieme, alla controllata ATAF&Li-nea e ad altre società concessionarie del servizio, ATAF Gestioni ha presentato una denuncia alla Procura della Repubblica presso il Tribunale di Firenze contro la società Autostazioni S.r.l. per appropriazione indebita pluriaggravata per il presunto mancato versamento dei ricavi dalla vendita dei titoli di viaggio per il trasporto pubblico locale. Successivamente, su disposizione del giudice per le indagini preliminari, la Guardia di Finanza è intervenuta sequestrando ad Autostazioni beni per 1,1 milioni di euro.